# Hòa Lợi
Hòa Lợi là một phường thuộc Thành phố Hồ Chí Minh, Việt Nam.

## Địa lý
Phường Hòa Lợi nằm ở phía đông nam thành phố Bến Cát, có vị trí địa lý:
- Phía đông giáp các thành phố Thủ Dầu Một và Tân Uyên
- Phía tây giáp các phường Tân Định và Thới Hòa
- Phía nam giáp thành phố Thủ Dầu Một
- Phía bắc giáp phường Chánh Phú Hòa.

Phường Hòa Lợi có diện tích 17,05 km², dân số năm 2021 là 39.414 người, mật độ dân số đạt 2.312 người/km².

## Hành chính
Phường Hòa Lợi được chia thành 5 khu phố: An Hòa, An Lợi, Bến Đồn, Phú Hòa, Phú Nghị.

## Lịch sử
Trước đây, Hòa Lợi là một xã thuộc huyện Bến Cát.
Ngày 11 tháng 8 năm 2009, Chính phủ ban hành Nghị quyết số 36/NQ-CP. Theo đó, điều chỉnh 1.079,15 ha diện tích tự nhiên và 1.487 nhân khẩu của xã Hòa Lợi về thị xã Thủ Dầu Một quản lý (nay là một phần phường Hòa Phú thuộc thành phố Thủ Dầu Một).
Sau khi điều chỉnh địa giới hành chính, xã Hòa Lợi còn lại 1.762,85 ha diện tích tự nhiên và 12.616 nhân khẩu.
Ngày 29 tháng 12 năm 2013, Chính phủ ban hành Nghị quyết số 136/NQ-CP về việc thành lập hai thị xã Bến Cát và Tân Uyên thuộc tỉnh Bình Dương. Theo đó, thành lập phường Hòa Lợi thuộc thị xã Bến Cát trên cơ sở toàn bộ diện tích và dân số của xã Hòa Lợi.
Sau khi thành lập, phường Hòa Lợi có 1.690,37 ha diện tích tự nhiên và 30.691 nhân khẩu của xã Hòa Lợi.
Ngày 19 tháng 3 năm 2024, Ủy ban Thường vụ Quốc hội ban hành Nghị quyết số 1012/NQ-UBTVQH15 (nghị quyết có hiệu lực từ ngày 1 tháng 5 năm 2024) về việc thành lập thành phố Bến Cát thuộc tỉnh Bình Dương. Theo đó, phường Hòa Lợi thuộc thành phố Bến Cát.

## Giao thông
Phường Hòa Lợi có tỉnh lộ 741 chạy qua theo hướng Bắc - Nam.